# Портрет Доріана Грея (фільм, 1968)
«Портрет Доріана Грея» — радянський телефільм-спектакль за мотивами однойменного роману Оскара Вайлда. Телевізійна версія поставлена режисерами Надією Марусаловою і Віктором Турбіним в 1968 році.

## Сюжет
Юний Доріан Грей біля написаного власного портрета висловлює бажання ніколи не старіти, а залишатися таким, як на портреті. Нез'ясовним чином замість юнака починає дорослішати і старіти портрет, а Грей залишається молодим і красивим, як у день написання портрета. Доріан закохується в актрису, з якою планує побратися, проте після невдало зіграної нею вистави розриває стосунки, після чого дівчина заподіює собі смерть. З цього моменту починають відбуватися зміни в портреті. Доріан дозволяє собі дедалі більше. Про нього по Лондону поширюються найнеймовірніші чутки, а автор портрета Безіл, який спробував напоумити Доріана, також загинув від руки колись улюбленої моделі. Одного разу Доріан дивиться на спотворений свій портрет і вирішує розпрощатися з ним назавжди. Однак, коли ніж встромляється в полотно, замертво падає сам Доріан. Зображення на портреті знову молоде, а труп, що лежить біля нього, — спотворений старий.

## У ролях
- Валерій Бабятинський —  Доріан Грей
- Юрій Яковлєв —  лорд Генрі
- Олександр Лазарев —  Безіл Холлуорд
- Валентина Малявіна —  Сибілла Вейн
- Олена Коровіна —  місіс Вейн
- Олександр Галевський —  Джеймс Вейн
- Софія Пилявська —  леді Нарборо
- Олена Добронравова —  герцогиня
- В'ячеслав Шалевич —  Алан
- Олексій Кузнецов —  Адріан
- Антоніна Гунченко —  жінка
- Олексій Ємельянов —  Френсіс
- Ніна Нехлопоченко — епізод
- Гаррі Дунц — епізод
- Юрій Волинцев — епізод
- Григорій Мерлінський — епізод
- Олександр Лебедев — епізод

## Знімальна група
- Автор сценарію:  Віктор Турбін
- Постановка:  Віктор Турбін
- Режисер:  Надія Марусалова
- Художник:  Володимир Ликов
- Ведучий оператор:  Андрій Тюпкін
- Оператори: Є. Павлов, І. Ігнатов, Т. Паттерсон
- Композитор:  Олександр Пірумов
- Звукорежисер: В. Мозер
- Художник по костюмах: Г. Малик
- Монтаж: Л. Сошникова